# Čadski jeziki
Čadski jeziki so jezikovna skupina približno 135 jezikov, ki jih govorijo v Nigeriji, Nigru, Čadu in Kamerunu. Pripadajo afroazijskemu jezikovnemu deblu. Najbolj znan predstavnik je hausa, lingua franca večine Zahodne Afrike.